# Corps Palatia Bonn

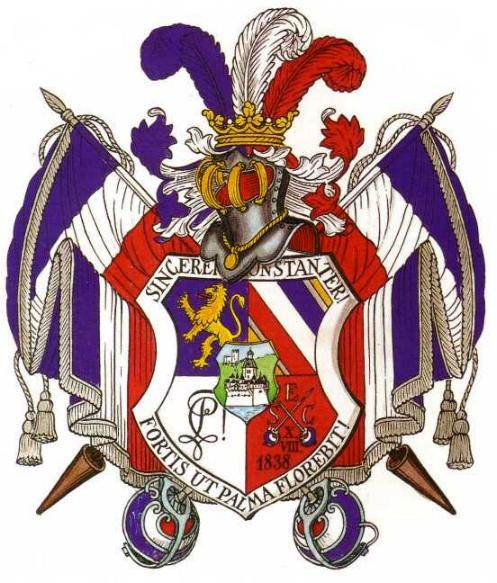
Palatias Wappen, im Herzschild die Burg Pfalzgrafenstein

Das Corps Palatia Bonn ist eine farbentragende Studentenverbindung, genauer ein Corps, das seit dem Ausschluss aus dem Kösener Senioren-Convents-Verband (KSCV) nicht mehr pflichtschlagend ist. Es vereint Studenten und ehemalige Studenten der Rheinischen Friedrich-Wilhelms-Universität Bonn. Die Corpsmitglieder werden „Bonner Pfälzer“ genannt.

## Couleur und Sprüche

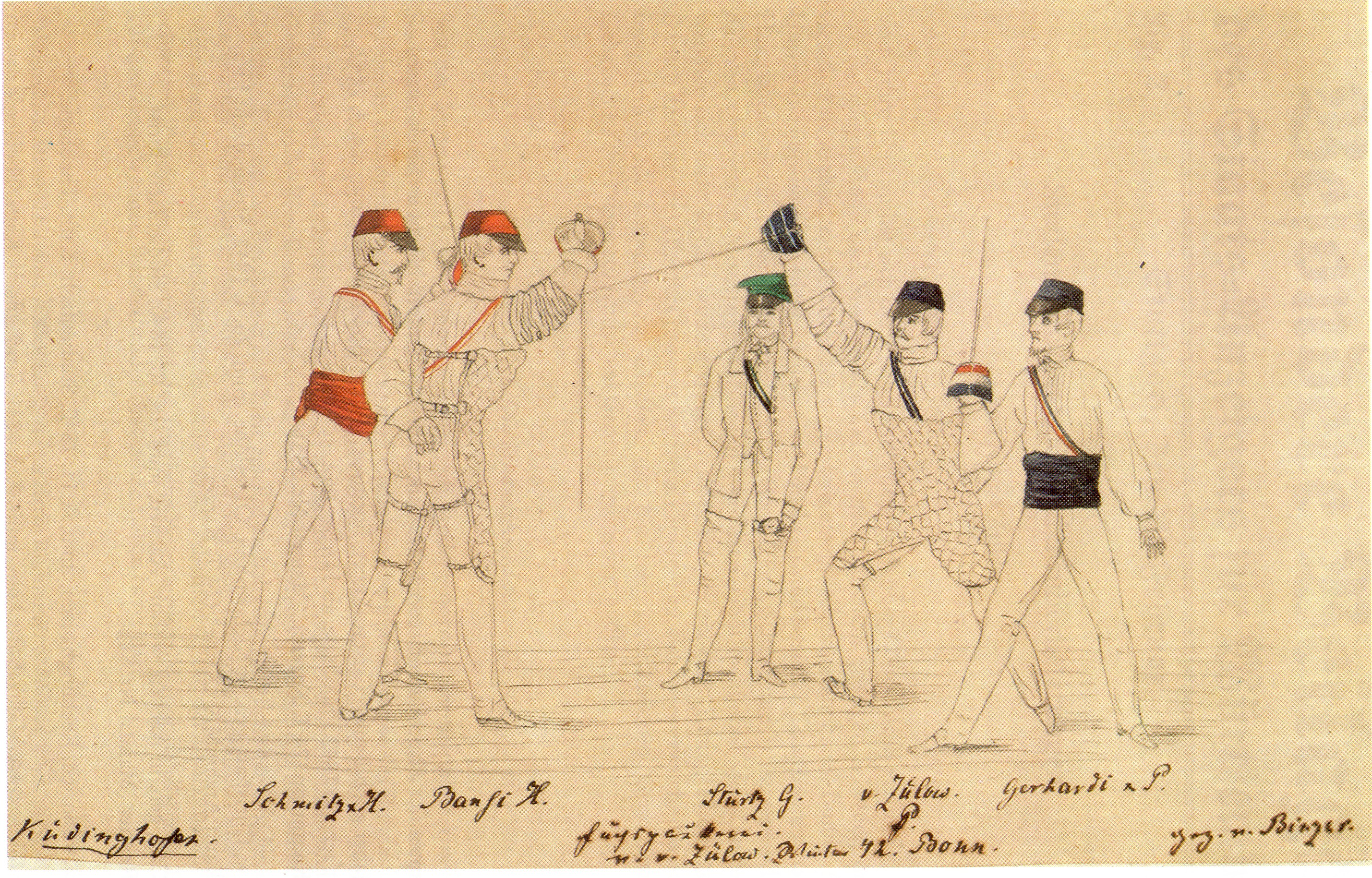
Mensur Hansea I c/a Palatia Bonn (1842)

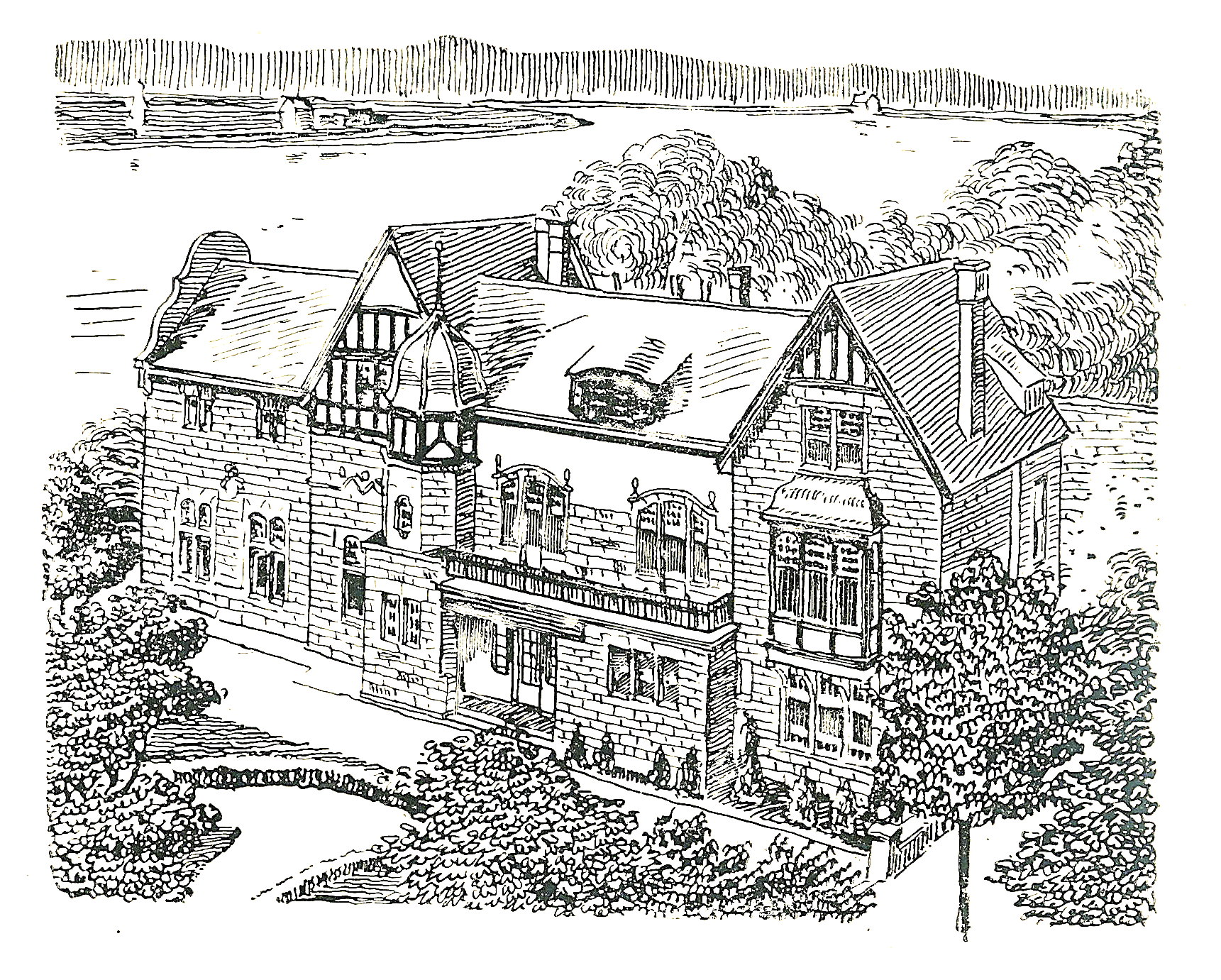
Früheres Corpshaus der Palatia, I. Fährgasse 1 (1910)

Palatia hat die Farben „violett-weiß-rot“ mit silberner Perkussion. Die Füchse trugen ein Fuchsenband in „violett-weiß-violett“ mit silberner Perkussion, das jedoch 1974 abgeschafft wurde. Der Wahlspruch der Pfälzer lautet „Fortis ut palma florebit“ (Psalm 92, Vers 12; deutsch: „Der Starke wird gedeihen wie eine Palme“). Der Wappenspruch lautet sincere et constanter (deutsch: aufrichtig und standhaft).

## Geschichte

### Gründungszeit
Das Corps Palatia ging aus der Bonner Tischgesellschaft der „Treveraner“ (Trierer) hervor. Deren prominentestes Mitglied soll der junge Jura-Student Karl Marx gewesen sein, der hier als 17-Jähriger eine unbeschwerte Zeit erlebt und auch den Karzer kennengelernt hatte.
Am 10. August 1838 wurde die Trierer Tischgesellschaft zum Corps Palatia Bonn. Gründungsmitglieder waren Franz Carl von Gaertner, Ludwig Simon, Eduard Lintz, Carl Krug von Nidda und Friedrich Schneider. Es war seit dem Jahre 1856 Mitglied im Kösener Senioren-Convents-Verband (KSCV). Im 19. Jahrhundert zählte das Corps vor allem Mitglieder aus Industriellen- und Unternehmerfamilien zu seinen Mitgliedern (z. B. Leverkus, Haniel, Schnitzler, Schoeller, Deichmann). Es waren aber auch zahlreiche Politiker in den Reihen der Pfälzer zu finden. In dieser Zeit galt das Corps Palatia als das wohlhabendste aller Corps.
Palatias Ehrenmitglied Alexander von Claer unterstützte Leonhard Zander 1881 bei seiner Kösener Reforminitiative. 1885 erwarb eine Aktiengesellschaft aus alten Herren die bisherige Corpskneipe als Eigentum, womit Palatia das erste Korporationshaus Bonns besaß.

### Die Zeit der beiden Weltkriege
Im Jahre 1933 wurde unter dem Druck der NS-Regierung in den Studentenverbänden, auch im Kösener Senioren-Convents-Verband, der „Ariergrundsatz“ eingeführt. 1934 forderte zudem der Allgemeine Deutsche Waffenring bei seinen Mitgliedsverbänden den Ausschluss der „Judenstämmlinge und jüdisch Versippten“. Daraufhin löste sich das Corps Palatia am 12. Oktober 1935 im Hotel Continental in Berlin wegen der „Unvereinbarkeit des Korporationswesens mit dem Nationalsozialismus“ auf.

### Nachkriegszeit
1953 wurde das Corps rekonstituiert. Fünf Jahre später wurde erwogen, die Pflichtmensur abzuschaffen. Als Mutprobe mit der Waffe sei sie – zumal vor dem Hintergrund des Zweiten Weltkrieges – keine zeitgemäß würdige Fortsetzung alter ritterlicher Tradition. Außerdem sei der erzieherische Wert fragwürdig, bei lediglich einer Pflichtmensur jedenfalls aber gering. Eine sportliche Bedeutung sei der Mensur auch nicht beizumessen.
Diese Erwägungen führten am 22. Mai 1958 auf dem Kösener Congress in Würzburg dazu, dass Palatia den Antrag stellte, das pflichtgemäße Schlagen von Mensuren als Voraussetzung für den Erwerb eines Burschenbandes im KSCV abzuschaffen. Da jedoch keines der anwesenden Mitglieder des Corps Palatia die für die Reception in ein Kösener Corps mindestens erforderliche Mensur gefochten hatte, stellte der CC der Rhenania Bonn den Antrag, die Vertreter des Corps Palatia auszuschließen. Dieser Antrag wurde angenommen. Daraufhin wurde der vorherige Antrag der Palatia nicht mehr behandelt (sog. „Tagesordnungstrick“). Dies führte zum Ausschluss des Corps Palatia aus dem KSCV. Am 5. Juli 1958 schafften die Pfälzer die Pflichtmensur formal ab und waren damit das erste Corps, das diesen Schritt tat.

## Auswärtige Beziehungen
Das Corps Palatia ist heute verbands- und kreisfrei, unterhält aber seit 1998 (erneut) ein befreundetes Verhältnis mit dem Corps Bremensia, das 1971 aus ähnlichen Gründen wie die Palatia aus dem KSCV ausgetreten ist. Vor dem Ausschluss aus dem KSCV bestanden mehrere Verhältnisse zu anderen Corps des Verbandes, unter anderem zum Corps Hannovera Göttingen sowie zum Corps Palatia Straßburg, mit dem das Corps Palatia Bonn den sog. „Violetten Kreis“ bildete.

## Bonner Pfälzer

### Abgeordnete und Minister
- Christoph Becker (1814–1886), Mitglied der Frankfurter Nationalversammlung, MdHdA
- Hermann Poelchau (1817–1912), Richter und Abgeordneter in Hamburg
- Eduard Lintz (1818–1878), Arzt, Mitglied der Frankfurter Nationalversammlung
- Anton Fonck (1819–1898), Landrat in Adenau und im Rheingau, MdHdA
- Adalbert Kuhlwein (1819–1872), Richter, MdHdA
- Ludwig Simon (1819–1872), Mitglied der Frankfurter Nationalversammlung
- Werner Keuffel († 1869), Richter, MdHdA
- Heinrich Lantz (1820–1901), MdHdA
- Hermann von Mallinckrodt (1821–1874), Zentrumspolitiker, MdHdA, MdR
- Karl Ludwig von Weitzel (1821–1881), Mitglied des Reichstages des Norddeutschen Bundes, MdHdA
- Eduard Schenk (1821–1900), MdR
- Otto von Recum (1821–1885), Mitglied des Provinziallandtags der Rheinprovinz
- Heinrich von Feder (1822–1887), Rechtsanwalt, Mitglied der II. Badischen Kammer
- Christian Lutteroth (1822–1896), Advokat, MdHdA, MdHB
- Philipp Wilhelm Plessing (1823–1879), Lübecker Senator, MdR
- Clemens August Schröder (1824–1886), MdR, MdHdA
- Hugo von Bonin (1826–1893), MdHH
- Viktor Stomps (1826–1907), Richter, Ehrenbürger von Elberfeld, MdHdA
- Rudolph Schulz (1827–1899), MdR
- Lambert Rospatt (1829–1902), Landrat in Löbau und Lennep, Kreisdirektor in Château-Salins, MdHdA
- Alexander Czwalina (1830–1893), Richter, MdHdA
- Heinrich Alphons Plessing (1830–1904), Lübecker Senator
- Georg Thilenius (1830–1885), MdR
- Fritz Pauli (1832–1898), Mitglied des Reichstags des Norddeutschen Bundes
- Wilhelm Simon (1833–1916), Vorsitzender Direktor der Berlin-Hamburger Bahn, MdHdA
- Karl Peter Klügmann (1835–1915), diplomatischer Vertreter der Hansestädte Bremen, Hamburg und Lübeck, Mitglied des Reichstags und des Bundesrats
- Richard Maß (1837–1917), Richter, MdHdA
- Justus von Rosenberg-Gruszczynski (1837–1900), Landrat in Duisburg und Mülheim/Ruhr, MdHdA
- Oskar von Weiß (1838–1901), Landrat in Soldin, MdHdA
- Albert Herr (1840–1912), MdHdA
- Emil von Jordan (1840–1922), MdHdA
- Siegfried von Quast-Radensleben (1842–1887), Erbherr auf Radensleben in Neuruppin, Landrat in Neuruppin, MdHdA
- Friedrich von Kölichen (1844–1915), MdHdA
- Rudolf von Bitter der Jüngere (1846–1914), preußischer Kronsyndikus, MdHH
- Max von Balan (1849–1905), Polizeipräsident in Potsdam, Regierungspräsident in Köln, MdHdA
- Anton Opfergelt (1850–1915), MdR, MdHdA
- Warner Poelchau (1852–1922), MdHB
- Wilhelm Johannes Wentzel (1852–1919), MdHB
- Alexander Baur (1857–1909), Senator der Stadt Altona
- Alexander Lucas (1857–1920), Industrieller, MdHdA
- Walther vom Rath (1857–1940), Aufsichtsrat der I.G. Farben, MdHdA
- Hans von Hellmann (1857–1917), MdR
- Viktor Schnitzler (1862–1934), MdHdA
- Georg Fließbach (1864–1934), MdHdA
- August von Rospatt (1869–1942), Landrat in Birnbaum, MdHdA
- Bernhard Grund (1872–1950), Jurist, Unternehmer, DDP-Politiker, MdHdA
- Leopold Peill (1872–1941), Glasfabrikant
- Hans Schnitzler (1908–1985), Abgeordneter der Volkskammer der DDR
- Martin Haushofer (1936–1994), Mitglied des Bayerischen Landtags
- Alexander Graf Lambsdorff (* 1966), FDP-Politiker, Diplomat, ehemaliger MdEP, ehemaliger MdB

### Hochschullehrer
- Ottokar von Feilitzsch (1817–1885), Physiker in Greifswald
- Heinrich Brunn (1822–1894), Archäologe
- Hermann Welcker (1822–1897), Anatom in Halle
- Herbert Pernice (1832–1875), Rechtswissenschaftler, vertrat das Haus Hessen gegen Preußen
- Justus Carrière (1854–1893), Zoologe in Straßburg
- Fritz Noetling (1857–1928), Paläontologe
- Hans Schröder (1868–1938), Gynäkologe
- Robert Hartmeyer (1874–1923), Zoologe
- Andreas Predöhl (1893–1974), Ökonom, Rektor der Universitäten Kiel und Münster
- Georg-Christoph von Unruh (1913–2009), Rechtswissenschaftler
- Gunnar Brands (* 1956), Archäologe
- Andreas Meyer-Lindenberg (* 1965), Psychiater

### Unternehmer und Industrielle
- Fritz Simrock (1837–1901), Musikverleger
- Paul von Naehrich (1852–1937), Vorsitzender des Vereins der Deutschen Zuckerindustrie
- Carl Schmidt-Polex (1853–1919), Industrieller
- Wilhelm Gail (1854–1925), Tabakfabrikant und Landtagsabgeordneter
- Gustav Lahusen (1854–1939), Kaufmann
- Richard von Schnitzler (1855–1938), Bankier, Industrieller und Mäzen
- Paul von Schnitzler (1856–1932), Aufsichtsrat der I.G. Farben
- Herbert von Meister (1866–1919), Vorstandsvorsitzender der Farbwerke Hoechst
- Arnold Borsig (1867–1897), Großindustrieller
- Otto Goertz (1872–1934), Fabrikant, Präsident der Industrie- und Handelskammer Bonn
- Alfred Leverkus (1873- ), Chemieunternehmer
- Walter Schoeller (1880–1965), Chemiker, Vorstandsmitglied der Schering-Kahlbaum AG
- Walther Bresges (1882–1961), Fabrikant
- Franz Haniel (1883–1965), Großindustrieller
- Otto Leverkus junior (1883–1957), Chemieunternehmer
- Georg Gail (1884–1950), Zigarrenfabrikant
- Georg von Schnitzler (1884–1962), Vorstand der I.G. Farben
- Karl Gelpcke (1895–1941), Vorstand der Preußischen Hypotheken-Aktienbank
- Victor Rolff (1934–2012),  Unternehmer, Kunstsammler, Mäzen und Autorennfahrer
- Walter Deuss (* 1935), Manager
- Michael Wirtz (* 1939), Unternehmer
- Donatus Kaufmann (* 1962), Manager

### Offiziere
- Otto von Claer (1827–1909), preußischer General
- Alfred von Kaphengst (1828–1887), preußischer Generalmajor
- Adolf von Deines (1845–1911), preußischer General der Kavallerie

### Kommunal- und Ministerialbeamte
- Franz von Gaertner (1817–1872), Landrat in Saarbrücken, Stifter des Corps
- Gustav von Szczepanski (1819–1900) Offizier, Verwaltungsbeamter und Schriftsteller
- Joseph von Brewer (1821–1858), Landrat in Mayen
- Robert von Reitzenstein (1821–1902), Landrat in Recklinghausen
- Gustav Bournye (1823–1858), Landrat in Prüm
- Karl Heinrich Lottner (1825–1897), Oberbürgermeister von Koblenz
- Georg Dieterichs (1826–1903), hannoverscher Finanzminister und preußischer Landrat
- Paul von Jordan (1831–1870), Landrat Neustadt i. Westpr. und Wiesbaden
- Gustav Gottfried Keil (1836–1894), Landrat
- Robert Freiherr von der Heydt (1837–1877), Landrat in Eupen und Essen, Zivilkommissar in Straßburg, Bezirkspräsident des Oberelsass in Colmar
- Werner Meyer (1838–1889), Landrat in Halberstadt
- Reinhold Köpke (1839–1915), Altphilologe und Ministerialbeamter in Preußen
- Paul von Basse (1851–1919), Gutsbesitzer, Landrat in Steinfurt und Hagen
- Hermann von Chappuis (1855–1925), Landrat und Ministerialbeamter in Preußen
- Kurd von Berg-Schönfeld (1856–1923), Polizeipräsident von Kassel und Hannover, Regierungspräsident der Regierungsbezirke Stade und Hannover
- Otto Stürken  (1856–1923), Polizeipräsident in Hamburg
- Heinrich von Schroeter (1856–1945), Landrat in Pleß, Polizeipräsident in Stettin und Kiel
- Ernst Pfeffer von Salomon (1856–1923), preußischer Verwaltungsbeamter, Landrat des Landkreises Saarburg
- Karl von Pastor (1857–1919), Landrat in Malmedy und Aachen
- Wilhelm Wiesand (1860–1919), Landrat in Torgau
- Max von Sandt (1861–1918), Regierungspräsident in Aachen, kaiserlicher Verwaltungschef für Belgien
- Robert Coeler (1863–1904), Landrat in Gnesen
- Franz Thilo (1863–1941), Landrat in Grottkau
- Alfred von Reumont (1863–1942), Landrat in Erkelenz
- August Theodor Schmöle (1865–1919), Landrat in Kosten
- Ernst Wichelhaus (1865–1943), Rittergutsbesitzer, Landrat in Breslau
- Erwin Wilkins (1868–1940), Rittergutsbesitzer, Landrat in Spremberg (Lausitz)
- Alexander von Grunelius (1869–1938), Landrat in Hersfeld, Mitglied des Provinziallandtags der Provinz Hessen-Nassau, Bankier
- Edgar Loehrs (1870–1948), Verwaltungsjurist und Ministerialbeamter
- August Schroepffer (1868–1934), Landrat in Oschersleben
- Karl Schroeder (1870–nach 1930), Landrat in Wittgenstein, Mitglied des Provinziallandtags von Westfalen
- Alexander von Martius (1874–1939), Verwaltungsjurist
- Ernst Falkenthal (1858–1911), Kaiserlicher Kommissar

### Diplomaten
- Willibald von Dirksen (1852–1928), Gesandter, Politiker und Kunstsammler
- Georg Coates (1853–1924), Botschafter
- Wilhelm von Meister (1863–1935), Politiker und Diplomat
- Edgar Haniel von Haimhausen (1870–1935), Diplomat
- Herbert Mumm von Schwarzenstein (1898–1945), Diplomat, NS-Gegner (Mitglied im Solf-Kreis)
- Bernd Mumm von Schwarzenstein (1901–1981), Diplomat
- Ernst Eduard vom Rath (1909–1938), Diplomat, Botschaftssekretär in Paris
- Immo von Kessel (1934–2011), Botschafter in der Dominikanischen Republik
- Mark-Ulrich von Schweinitz (1940–2009), Botschafter in Burkina Faso

### Andere
- Heinrich Rosbach (1814–1879), Arzt, Botaniker und Zeichner
- Ferdinand von Herff (1820–1912), Arzt
- Ernst Dronke (1822–1891) Schriftsteller und Journalist
- Heinrich Donnenberg, Dominus praeses (1885–1899) und Ehrenmitglied des Academischen Clubs zu Hamburg
- Ernst Ewald (1836–1904), Historienmaler, Direktor der Unterrichtsanstalt des Kunstgewerbemuseums Berlin
- Rudolf Püngeler (1857–1927), Richter, Aufsichtsratsvorsitzender, Lepidopterologe
- Herbert Axster (1899–1991), Rechtsanwalt
- Peter Gauhe (1940–2020), Beleuchter, Kameramann, Fotograf und Schauspieler
- Michael-Hubertus von Sprenger (* 1940), Rechtsanwalt
- Albrecht Freiherr von Boeselager (* 1949), Großkanzler des Souveränen Malteserordens